# Matala (Angola)
Matala è un municipio dell'Angola appartenente alla provincia di Huíla. Ha 140.205 abitanti (stima del 2006).